# 후지 TV
주식회사 후지 텔레비전(일본어: 株式会社フジテレビジョン 가부시키가이샤 후지테레비죤[*])은 일본 최대의 민영 방송국이며, 보수적 성향이 강한 방송국이다. 본사는 도쿄도 미나토구 다이바에 있다.

## 개요

후지 TV 자명종 캐릭터

### 후지 TV의 특징
- 1957년 11월 18일에 창립되어 1959년 3월 1일부터 방송을 시작하였다.
- 우주소년 아톰은 1963년부터 후지 TV에서 방영된 일본 최초의 애니메이션이다.
- 후지 TV 서울 지국은 문화방송 본사 안에 있으며 또한 문화방송 도쿄 지국은 후지 TV 본사안에 있다.
- 산케이신문(産経新聞)은 후지 TV의 자회사다.

### 회사명의 유래
창업자들 중 한 명으로 당시 전무였던 시카나이 노부타카(鹿内信隆)가 "서민에게 사랑받아야 한다. 유명해져야 한다. 일본에서 유명한 것을 말하자면 벚꽃과 후지이므로 후지 TV로 하는 것이 어떠한가"라는 제안에 따라 회사명을 한자를 사용한 후지 TV(富士テレビジョン)으로 정하였다. 그러나 한자 표기인 후지(富士)의 획수가 많고 TV 화면에서 아이들이 알아보기 힘들다는 이유에서, 가타카나 표기인 후지 TV(フジテレビジョン)으로 변경하였다.

## 연혁

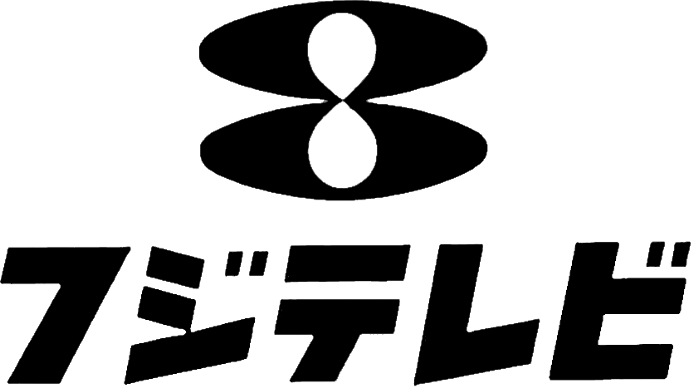
후지TV 옛로고 (1959~1986.2)

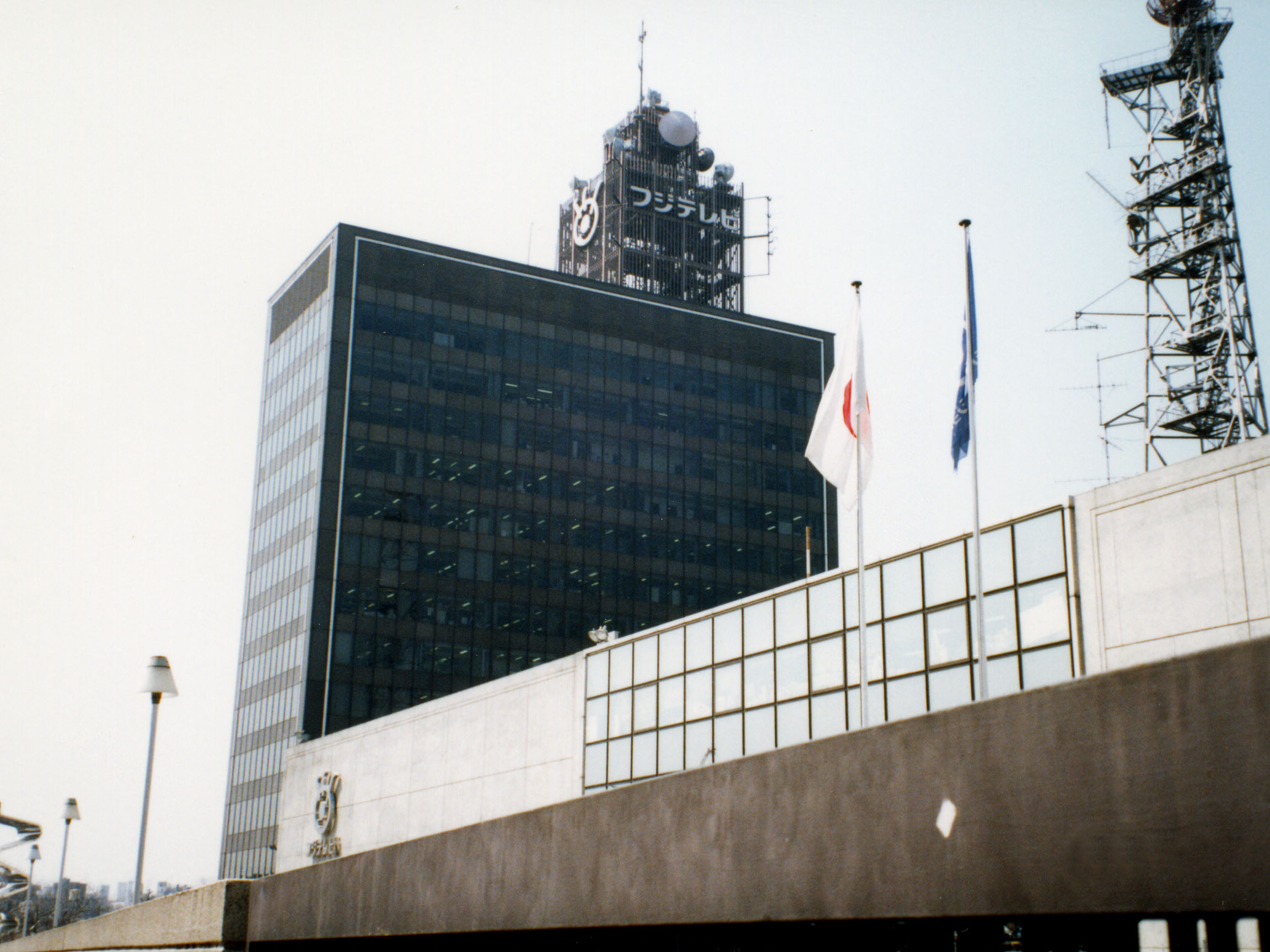
가와다쵸 구 사옥

- 1957년 11월 18일 - 분카 방송과 닛폰 방송을 중심으로 도호, 쇼치쿠, 다이에이 등의 영화제작회사 주도로 주식회사 후지 텔레비전 설립. (정식 명칭이 후지 텔레비전으로 결정되기 전에는 중앙 텔레비전이란 임시명칭을 임시로 사용했다.)
- 1958년 4월 - 후지 TV 가와다쵸 사옥 공사 개시
- 1958년 12월 - 회사명을 완전히 가타카나로 쓰기 시작.
- 1959년 1월 9일 - 방송면허 교부.
- 1959년 1월 20일 - 후지 TV 가와다쵸 사옥 준공. (도쿄 도 신주쿠 구 카와다쵸)
- 1959년 2월 8일 - 시험방송 시작
- 1959년 3월 1일 - 가와다쵸 사옥 본방송 개시(JOCX-TV).간사이 TV(KTV) 마이니치 방송과 네트워크 관계를 맺지만 다음 해 간사이 TV로 통일시켰다. (참고로 이 당시 방송출력은 영상 출력 10KW, 음성 출력 2.5KW였다.)
- 1959년 6월 - 도쿄, 오사카, 나고야, 후쿠오카 지역 방송국 4국간 네트워크 협력 체제를 형성한다.
- 1960년 1월 17일 - 방송국 송신 출력은 영상출력을 50kw, 음성출력을 12.5kw로 증력.
- 1964년 9월 3일 - 도쿄 올림픽 개시에 따라 컬러 텔레비전 시험 방송 개시. (도쿄 3번째)
- 1964년 9월 7일 - 컬러 텔레비전 본방송 시작.
- 1965년 12월 - 후지 TV 가와다쵸 사옥 빌딩 착공
- 1966년 10월 후지 뉴스 네트워크(FNN) 발족
- 1968년 9월 - 후지 TV 가와다쵸 사옥 빌딩 완공
- 1969년 8월 11일 - 대한민국의 문화방송과 제휴 협정 체결.
- 1969년 9월 14일 - 문화방송 도쿄지국을 후지TV 카와다쵸 제1별관 개설
- 1969년 10월 - 후지 네트워크(FNS) 발족.
- 1969년 10월 - 후지 TV 서울지국 문화방송 정동사옥 개설
- 1972년 1월 - 흑백 방송 중단 및 컬러화 완료.
- 1978년 10월 2일 - 음성 다중 실용화 시험 방송 개시.
- 1982년 3월 18일 - 후지 TV 서울지국이 문화방송 정동사옥에서 여의도 사옥으로 이전.
- 1984년 3월 - 오다이바 사옥 이전 구상이 프로젝트 발표된다.
- 1985년 4월 - 후지산케이 그룹 통일CI 도입에 따라 CI 발표.
- 1985년 12월 8일 - 문자 다중방송 개시.
- 1986년 3월 - 후지산케이 그룹 통일CI 도입에 따라 CI 교체. 같은 해 OP에서 일본 최초의 3D 애니메이션인 '눈 타운'을 방영한다. (ED는 1987년부터 방영하였으며, 모두 2001년까지 사용되었다.)
- 1988년 4월 17일 - 시카나이 하루오 회장 재임 중인 갑작스런 별세.
- 1988년 9월 17일 ~ 10월 2일 88서울올림픽 중계 방송 시작.
- 1989년 8월 - 제1세대 고화질 텔레비전 방송 개시.
- 1990년 11월 - 하이비전 시험 방송 개시.
- 1991년 1월 17일 - 정규방송 중단 및 걸프전쟁 폭격 인해 긴급뉴스로 개시
- 1993년 3월 31일 야마가타 TV가 후지 TV와의 네트워크 해소를 통보.
- 1994년 3월 - 오다이바 본사 빌딩 착공.
- 1994년 11월 - 하이비전 실용화 시험국 면허 취득.
- 1995년 4월 - 주식회사 후지 산케이 그룹 본사 합병.
- 1995년 9월 - 와이드 고화질 텔레비전(EDTV-II) 본방송 개시.
- 1996년 8월- 도쿄 도 미나토구 오다이바 신사옥 완공, 방송 시설 이전 작업이 부서별로 차례차례 시작된다.
- 1997년 3월 7일 ~ 3월 9일 - 오다이바 현 사옥 이전 준비. 본사 사업소와 가와다쵸 사옥 빌딩은 해체 전날 출입 통제 실시.(3월 10일 오전 2시 05분을 기해 가와다쵸 구사옥 방송송출 종료.)

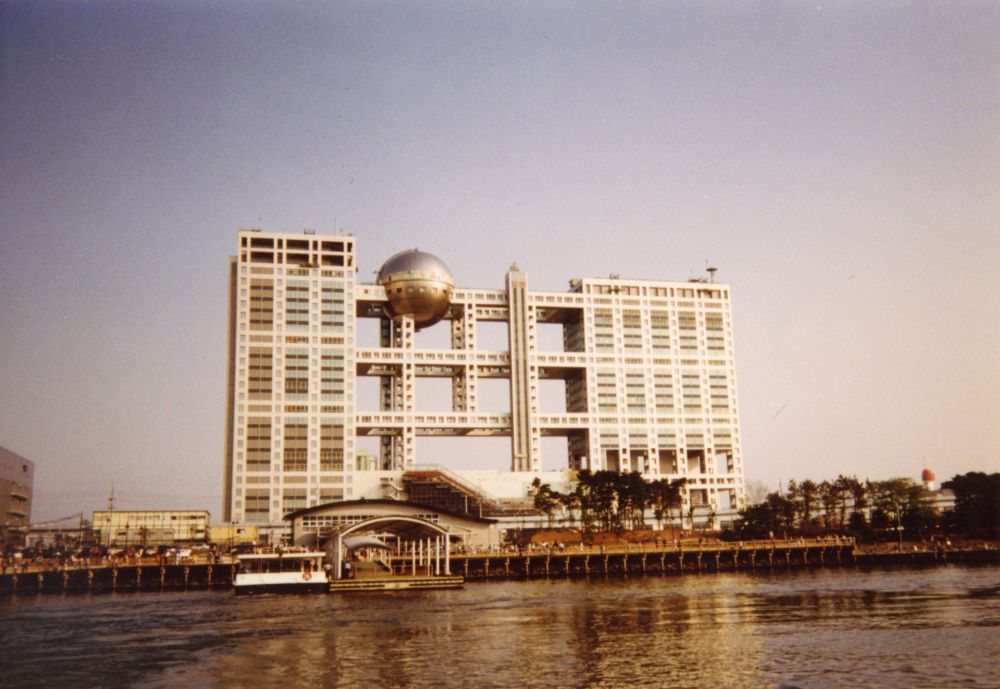
오다이바 현 사옥

- 1997년 3월 10일 - 오다이바 현사옥에 본사 기능 이전 완료 및 송출 테스트. 본사 사업소 소재지 변경
- 1997년 3월 15일 - 구 가와다쵸 본사 빌딩 전면폐쇄 및 해체 작업개시.
- 1998년 4월 - 일본 방송법에 근거해 CS디지털 방송 2채널 위탁 방송사업자 인정을 받는다.
- 1998년 4월 - CS채널 《후지 TV 721》(지금의 후지 TV TWO) 방송 개시.
- 1999년 4월 - CS채널 《후지 TV 739》(지금의 후지 TV ONE) 방송 개시.
- 2000년 12월 1일 - 오전 11시 BS디지털 방송 《BS후지》(디지털 BS8Ch) 방송 개시.
- 2003년 3월 - 후지 TV 가와다쵸 구 사옥 부지에 고층맨션 준공 완료.
- 2003년 12월 1일 - 오전 11시 지상 디지털 텔레비전 본방송 개시. (JOCX-DTV)
- 2005년 9월 1일 - 닛폰방송과의 주식 교환을 통해 닛폰방송을 자회사로 만든다.
- 2006년 4월 1일 지상 디지털 텔레비전 원세그 본방송을 개시.
- 2007년 9월 1일 - 하이비전 방식으로 보도 취재 개시. (일부 스포츠 보도는 이전부터 하이비전 방식으로 취재되었었다.)
- 2009년 3월 3일 - 문화방송 도쿄지국을 후지 TV 카와다쵸 제1별관에서 오다이바 사옥으로 이전
- 2011년 3월 11일 - 동일본대지진으로 인한 정규방송 중단 및 재난속보 방송개시
- 2011년 7월 24일 - 디지털 텔레비전 방송 전환. 지상파 아날로그 텔레비전 본방송 종료.
- 2013년 5월 31일 - 도쿄 스카이 트리에서 방송 송출 시작
- 2014년 8월 4일 - 후지 TV 서울지국을 문화방송 상암동 신사옥으로 이전.
- 2015년 3월 31일 - 이날 정오를 기해 BS디지털 위성을 통해 송출하던 난시청지역용 지상파 동시방송을 중단.

## 방송 서비스

### BS
- BS후지

### CS
- 후지 TV ONE (739 전신인)
- 후지 TV TWO (721 전신인)
- 후지 TV NEXT (CS HD)

## 송신소

### 디지털 방송
- 호출부호: JOCX-DTV
- 채널: 21ch (도쿄)
- 출력：10 kW
- 리모컨 키 ID：8

### 디지털 방송의 주된 중계국
- 이바라키현
  - 미토, 히타치 - 19ch 우쓰노미야 - 35ch
- 군마현
  - 마에바시 - 42ch
- 사이타마현
  - 자치부 - 21ch
- 지바현
  - 조시 - 21ch
- 가나가와현
  - 히라쓰카, 오다와라 - 21ch

## 주요 프로그램 목록

### 뉴스
- FNN 스피크(FNNスピーク) - 낮프로
- 모두의 뉴스- 저녁 와이드뉴스
- FNN 뉴스 픽업(FNN NEWS Pick Up) - 매일프로 (스트레이트 형식/현재는 종영되었다.)
- NEWS α pick-매일프로 (스폿뉴스)
- 뉴스JAPAN(ニュース・ジャパン) - 밤·심야프로(현재 종영)
- NEWS α - 밤·심야프로(18년 4월 종영)

### 정보·와이드 쇼
- 메자마시 TV 아쿠아(めざましテレビ アクア) - 아침 프로(오전4·5시간대)
- 메자마시 TV(めざましテレビ) - 아침 프로(오전 5·6·7시간대)
- 정보 프레젠터 토쿠다네!(情報プレゼンター とくダネ!) - 아침 프로(오전 8·9시간대)
- 스파이스TV 도모키니나루!(スパイスTV どーも☆キニナル！) - 로컬 와이드 프로(오전 10·11시대)

### 오락·버라이어티
- 네프리그(ネプリーグ) - 초상식 퀴즈쇼
- VS아라시(VS嵐 VS Arashi[*]) - 아라시가 호스트인 게임쇼
- SMAP×SMAP(スマップスマップ) (방영종료)
- 바이킹(バイキング) - 정오시간대 (생방송)
- 초난강(チョナン・カン) - 한국계 버라이어티 프로

### 음악
- HEY!HEY!HEY!Music champ
- 뮤직 페어 (Music Fair)

### 드라마
- 후지 TV 월요일 밤 9시 드라마 - 매주 월요일 오후 9시대
- 후지 TV 화요일 밤 9시 드라마 - 매주 화요일 오후 9시대
- 간사이 TV 화요일 밤 10시 드라마 - 매주 화요일 오후 10시대 (KTV 제작)
- 후지 TV 목요극장 - 매주 목요일 오후 10시대

### 후지TV 제작 애니메이션
(한국어 번역 오름차순)
- 귀멸의 칼날 2기 환락의 거리 편(鬼滅の刃 遊廓編)
  - (TVA)귀멸의 칼날: 무한열차편
- 노이타미나(ノイタミナ)
  - 노이타미나의 작품 목록
- 닥터 슬럼프
  - Dr. 슬럼프 아라레쨩(Dr. スランプ アラレちゃん)
  - 닥터 슬럼프(ドクタースランプ)
- 드래곤볼 시리즈
  - 드래곤볼(ドラゴンボール)
  - 드래곤볼 Z(ドラゴンボールZ)
  - 드래곤볼 GT(ドラゴンボールGT)
  - 드래곤볼 슈퍼
- 디지털 몬스터(디지몬 시리즈, デジタルモンスター)
  - 디지털 몬스터의 작품 목록
- 란마 ½(らんま½)
- 보노보노(ぼのぼの)
- 원피스(ワンピース)
- 우루세이 야츠라 (시끌별 녀석들[1], うる星やつら)
- 유유백서(幽☆遊☆白書)
- 은하철도 999(銀河鉄道999)
- 천년여왕(1000年女王)
- 철완 아톰(鉄腕アトム)
- 사자에상(サザエさん)
- 마루코는 아홉살(마루코는 아홉살, ちびまる子ちゃん)
- 타임 트래블 톤데케만(시간탐험대, たいむとらぶるトンデケマン!)
- 플란다스의 개(フランダースの犬)
- 폴의 미라클 대작전(이상한 나라의 폴, ポールのミラクル大作戦
- 학교괴담(学校の 怪談)
- 노라쿠로군

## 방송국에서 일어난 불상사
- 1991년 10월 31일 - 유명한 개그 콤비 톤네루즈가 진행하던 "톤네루즈의 여러분 덕분입니다"에서 맹장 수술로 입원하고 있던 톤네루즈의 멤버 키나시 노리타케가 수술 이후 처음으로 복귀하기로 한 이 날 수록분에서 방송 처음부터 "긴급 방송! 맹장으로 쓰러진 키나시 노리타케 씨를 추모하면서 ..."라는 자막을 내보낸 뒤 톤네루즈의 다른 멤버 이시바시 타카아키와 후지 TV 아나운서 1명이 2분 30초 동안 그가 사망한 것처럼 방송했고 이에 시청자의 항의가 쇄도했다.
- 1992년 - 풍선으로 태평양을 횡단하고 싶어 했던 스즈키 요시카즈라는 남자에게 자금 원조를 하는 대신 출발과정을 독점 취재했다. 그러나 그 이후 소위 "풍선 아저씨"라 불리던 그 남자가 태평양상에서 행방불명이 되어 버렸다. 이후 주간지나 타 방송국 와이드쇼에서는 과열되었다고 할 정도로 이 사건을 취재했으나 후지 텔레비전은 이 사건에 대해 일절 보도하지 않았다.
- 1993년 6월 24일 - 버라이어티 프로그램 수록 도중 홍콩 락 밴드 BEYOND의 리더 황가구가 세트에서 추락해 사망했으며 사고를 낸 그 프로그램은 중지되었다.
- 1998년 11월 29일 - 정보 프로그램 《슈퍼 나이트》에서 이웃간 문제에 대해 방송을 했는데 한쪽의 말만 일방적으로 방송해 비난 당한 측에서 운영하던 회사가 도산위기에 몰리게 되고 그와 동시에 그 집 딸의 약혼이 파기 되는 등 보도 피해를 받게되어 BRC(방송과 인권등 권리에 관한 위원회)에 구제를 호소했다. BRC는 후지 텔레비전의 보도 자세에 대해 "인권적인 배려가 불충분하고, 방송 윤리상 문제가 있었다"라고 인정했지만 후지 텔레비전측은 피해자에게 사죄하지 않았다.
- 1999년 - 부부 간 문제를 다룬 버라이어티 프로그램 《사랑하는 두 명, 헤어지는 두 명》에 출연한 사람이 방송국 측에게 강요를 받았다고 고백한 유서를 남기고 자살 하는일이 일어났다. 이 일로 스폰서가 스폰서 철회를 신청했기 때문에 프로그램은 중지되었다.
- 2000년 12월 24일 - 애니메이션 《사자에상》에서 산타클로스를 소재로 한 이야기를 방송했는데 산타클로스는 실제로는 가족의 일원이었다는 식으로 끝났기 때문에 프로그램을 본 시청자로부터 "아이의 꿈을 부수지 말라"라며 항의가 쇄도했다.
- 2003년 - 심야에 방송되던 네프리그라는 프로그램에서 통행인의 소지품을 소매치기 한 뒤 그 피해자와 경주를 하는 내용을 방송했는데 이때 소매치기가 입고 있던 옷이 일본 럭비 대표팀의 유니폼이었다. 이에 일본 럭비협회는 후지 TV 측에 항의했고 후지 TV는 이 사건에 대해 럭비협회에 사과했다.
- 2003년 8월 13일 - 《원나이트 록엔롤》이라는 프로그램의 한 코너에서 당시 후쿠오카 다이에 호크스(현재의 후쿠오카 소프트뱅크 호크스)의 감독이었던 오 사다하루의 얼굴을 본뜬 변기를 파는 콩트를 방송했는데 이 방송내용이 오 사다하루 감독과 다이에 호크스 측을 격분하게 만들어 후지 텔레비전은 그 해의 일본 시리즈 방송권을 박탈당했다.
  - 또한 이 방송이 나간 뒤 1주일 후 방송된 같은 프로그램의 다른 콩트에서는 특정업체의 분유를 임산부처럼 분장한 출연자에게 뿌렸으며 이를 본 시청자들이 "육아에게 불가결한 분유를 경솔하게 취급했다"라는 항의를 했으며 당시 콩트에 사용된 분유를 제조한 업체도 "기업 이미지를 해쳤다"라면서 후지 텔레비전 측에 항의를 했다.
- 2005년 11월 - 버라이어티 프로그램 《행복하다는 것은 무엇인가》에서 프로그램 진행자가 양계장에서 생산되는 계란에 대해 "약을 이용해 닭이 하루에 2~3개의 알을 낳을 수 있다"라는 발언을 해 이에 격분한 양계 업자 단체로부터 항의를 받았다.
- 2005년 11월 14일 - 쟈니즈 소속 아이돌그룹 NEWS의 미성년 멤버가 센다이시에서 음주 후 행패를 부리는 일이 일어났는데 조사 결과 후지 텔레비전 소속 여성 아나운서가 이 멤버가 미성년인 것을 알면서도 술자리에 불렀다는 사실이 밝혀져 후지 텔레비전은 이 여성 아나운서를 포함해 당시 술자리에 있었던 10명의 사원에게 감봉 처분을 내렸다.
- 2006년 5월 4일 - 뉴스 프로그램 《FNN 슈퍼 뉴스》에서 중화민국의 국기를 중화인민공화국의 국기인 오성홍기로 잘못 내보내 중화민국 정부의 항의를 받았다.
- 2006년 6월 29일 - 남북 이산가족 상봉장에서 납북자인 김영남을 지켜보던 통일부 직원을 북한 정부에 김영남을 감시하기 위해 파견된 공작원으로 잘못 방송했고 이에 한국 정부는 프로그램에 정정 요구를 했다. (참고로 정정사실은 7월 4일 방송된 FNN 슈퍼 뉴스에서 방송되었다.)
- 2006년 10월 4일 - 한 버라이어티 프로그램에서 벌칙 게임으로 해변 청소를 하기로 하면서 후지 TV 직원이 해변가에 쓰레기를 버리면서 주민들의 항의를 받았다.
- 2011년 3월 12일 - 동일본 대지진에 대한 총리 회견 중계 때 "장난치지 마. 어차피 또 원전에 관한 이야기잖아." "웃기지 말라고" 등의 음성이 방송되었으며 9일 후인 3월 21일 후지TV 홍보부에서 "음성 기기의 트러블에 의한 것", "오해의 소지가 있는 발언이 나온 것은 반성하고 있다"고 해명했으며 이 발언을 한 사람의 신상은 공개되지 않았다.
- 2011년 8월 7일 드라마 "아름다운 그대에게 ~ 이케멘 ☆ 파라다이스 ~ 2011"에서 주인공을 맡은 마에다 아츠코가 "LITTLE BOY"라고 쓰여진 노란색 T 셔츠를 착용했는데 이 T 셔츠에 쓰여진 LITTLE BOY가 2차 세계대전 중 미군이 히로시마에 떨어트린 원자폭탄을, T셔츠의 노란색이 원자폭탄의 원료를 상징하고 있다는 지적이 나오면서 히로시마 현민의 항의를 받았으며 이에 후지 TV 측은 "불쾌한 기억을 떠올리게 한 것에 대해 유감스럽게 생각하며 앞으로 오해의 소지가 생기지 않도록 프로그램 제작에 노력하겠다."고 답변했다.[2]
- 2019년 7월 25일 오후 4시 30분쯤 한국대학생진보연합 소속 대학생들이 서울 상암동 MBC 사옥 안에 있는 후지TV 서울지국에서 기습 시위를 벌였다. 지난 7월 17일, 극우 성향으로 알려진 이 방송사 논설위원이 유튜브 채널을 통해 "갈등으로 무너진 한일 관계를 구할 길은 문 대통령을 탄핵하는 것"이라는 취지로 발언한 데 대해 항의하기 위해서 벌어진 일이다.
- 2025년 1월 17일 지난 2023년 6월경 나카이 마사히로가 후지 TV 前 아나운서 와타나베 나기사를 술자리에서 성폭행했다는 의혹이 제기되었다. 기자회견을 열었다가 사태를 악화시키면서 후지 테레비의 신용에도 상당한 타격을 받았고. 가해자인 나카이가 출연하는 자사 방송들 또한 휴방이나 조기 종영된 것은 물론이거니와, 도요타자동차, 세븐일레븐, 이토요카도, 기린, 닌텐도, 맥도날드 등 이름만 들어도 알 법한 회사들 상당수가 후지 테레비 광고를 철회해 버리면서 모든 프로그램들에서 광고가 크게 줄어들었고, 인기 아침 방송인 메자마시 테레비는 아예 전면 CM이 다 빠져버려 AC 재팬의 공익광고만 12번 연속으로 트는 일이 있었고, 애니메이션 방영 할때도 스폰서를 철수하였으나, 사태에 심각성을 들고있었다.

## 캐치프레이즈
- 밝은 가정에 즐거운 TV (1959년 개국 시)
- 어머니와 아이의 후지 TV (1960년)
- 청춘은 8비트 불타는 가을의 후지 TV (1979년 가을)
- TV 카르사마 8 채널 (1981년 여름)
- 이번 봄에도 재미있는 왕국 후지 TV(1983년 봄)
- 연말도 정월도 재미있는 로망 후지 TV(1983년 가을)
- 8채널은 TV의 모험왕입니다(1986년 가을)
- 꿈이 피어나는 안내인. 봄의 후지 TV(1987년 봄)
- 슈퍼 TV 선언 후지 TV(1987년 가을)
- 신세를 진 그 사람에게, 후지TV(1987년 연말)
- 4월부터 후지TV를 주목하자(1989년 봄 개편 당시)
- 가는 변화, 오는 변화(1989년 연말)
- 변화신년(1990년 1월)
- 「철학」(1992년 후반기）
- 서비스라는 건 무엇입니까?(1993년)
- TV라고..(1994년 전기)
- PUSH (1994년 후기)
- 후지TV가 있어요.(1995년)
- 불러라, 후지TV의 노래(1996년)
- 오다이바 채널 후지 TV(1997년)
- 다시 만나요(1997년)
- 진짜?후지 (1999년)
- 후지테레비긴 (2000년)
- 잡았다! 후지TV(2001년)
- 계기는, 후지TV (2002년-2005년, 2008년)
- 조금 해피→작은행복 계기는 후지 TV (2006년)
- HAVE YOUR MEASURE 계기는 후지 TV (2007년)
- 50스!!(2009년)
- 5539(Go Go Thank you!)(2013년)

## 표시 시간

### 현재
- 평일 (주중)
  - 06:00 ~ 11:21:5
  - 12:00 ~ 12:58
  - 16:53 ~ 18:56:25
- 토요일 - 06:00 ~ 10:42:30
- 일요일 - 06:00 ~ 09:31:30

## 보충 서술
- 1959년 3월 1일(개국일)부터 1986년 3월 31일까지 채널 번호 숫자 8을 기초로 만들어진 로고를 사용하였다.
- 개국 당시에는 채널 번호 1번을 교부받기 원했으나 이 채널번호를 NHK가 먼저 사용했기 때문에 현재의 채널번호 8번을 사용하게 되었다.
- 1969년 후지 TV 노조에서 당시 25세로 규정된 여자 사원의 정년퇴임제도의 철폐가 논의되었을 때 이 제도에 항의했던 모든 여자 직원들은 붉은 장미를 가슴에 붙여 항의 활동을 전개했다.
- 1969년 대한민국의 문화방송과 제휴했다.
- 1970년대까지는 어린이·주부 등을 중심으로 한 프로그램을 주로 편성했으나 시청률 등 여러 가지 이유로 1981년 프로그램 편성 노선을 현재와 동일하게 변경했다.
- 후지 텔레비전 프로그램에 자주 나가는 대신 다른 방송국에서는 출연하지 않는 연예인이나 후지 텔레비전을 자주 보는 시청자들을 후짓코라고 부르기도 한다.
- 버라이어티나 드라마가 평판이 좋은 반면 보도 프로그램은 평판이 좋지 않다. 산케이 신문의 영향을 많이 받아 반공, 보수, 친미 사상을 많이 따라 특히 좌익, 진보 사상인 아사히 신문 계열인 TV 아사히가 이를 비판하고 있는 것으로 알려져 있다. 다만 일부 보수 우파들에게는 비판의 대상이 되는 것으로 알려져 있다.
- 사원모집은 주로 인터넷을 통해 실시하며 유명인이나 대기업 경영자들의 자녀가 많이 취직한다.
- 타 방송국보다 자사 여자 아나운서를 버라이어티 프로그램등에 많이 배치시킨다.
- 노조의 영향력이 다른 도쿄소속 민영 방송국보다 낮은 편이다.
- 프로그램의 편성이 다른 방송사보다 많은 편이라 정파를 거의 실시하지 않고 있으며, 독자적으로 방송 종료가 거의 다 다를 때 가수의 PV와 날씨 정보를 방송하는 MUSIC WEATHER(관동로컬)를 방송하고 있다.

## 건물
- 시어터몰(1층)
- 스튜디오 프롬나드(5층): 어린이들에게 인기 만점된 후지 TV의 인기 프로그램 세트와 활영이 없을 때는 스튜디오 안을 자유롭게 구경할 수 있다.
- 후지TV 캐릭터 숍(7층): 오리지널 상품을 판매하는 3개의 숍이 있다.
  - Fishland: 현재 방영 중인 인기 TV프로그램의 오리지널 용품이 판매되고 있다.
  - CX JOCX-TV Store: 사자에상, 치비 마루코쨩, 드래곤볼 시리즈, 원피스, 라후쿤[3] 등의 인기 캐릭터가 수록하다.
  - 드림 메이커(Dream Maker)
- 규타이 덴보시쓰(25층): 전망대에 날씨가 좋으면 멀리 후지산까지 보인다.

## 도쿄도에 있는 타 방송국

### TV 방송국
- NHK 방송 센터(라디오 겸영)
- 도쿄 방송(TBS)(JNN 중심방송국, 라디오는 현재 TBS 라디오 & 커뮤니케이션즈로 분사화)
- TV 아사히(EX)(ANN 중심방송국)
- 닛폰 TV 방송망(NTV)(NNN·NNS 중심방송국)
- TV 도쿄(TX)(TXN 중심방송국)
- 방송대학학원(독립 텔레비전 방송국,민간 비영리 방송국)
- TOKYO MX(독립 텔레비전 방송국)

### 라디오 본사, 지역 방송국
- 분카 방송(QR, NRN 계열)
- 닛폰 방송(LF, NRN 계열)
- TBS 라디오 & 커뮤니케이션즈(TBS, JRN 계열)
- FM도쿄(JFN 계열, 도쿄도만 방송구역)
- J-WAVE(JAPAN FM LEAGUE 계열, 도쿄도만 방송구역)
- FM인터웨이브(MegaNet 계열, 도쿄도 주변 일부지역이 방송구역에 포함)

## 같이 보기
- 분카 방송
- 닛폰방송
- BS후지
- 후지산케이 그룹
  - 산케이 신문
  - 산케이 신문 지국장 명예훼손 혐의 사건
- 일본회의
- 후지 TV 항의 데모(ja:フジテレビ抗議デモ)
  - 2011년 후지 TV 데모(ja:2011年のフジテレビ騒動)
- 일본의 우익 단체
  - 행동하는 보수